# 长城堤
长城堤，位于中国河北省廊坊市刘演马村等，为廊坊市大城县的一个省级文物保护单位，类型为古遗址，公布时间为2001年2月7日。
长城堤的历史年代为战国。